# Eufonía
La eufonía es, etimológicamente, ‘buen sonido’ y se aplica en la lengua a la sonoridad de las palabras que los hablantes consideran agradable. Lo opuesto es la cacofonía. A la eufonía contribuyen la proporción con que se combinan las vocales con las consonantes suaves, medias y fuertes; la movilidad del acento prosódico; la distribución de las voces agudas, llanas, esdrújulas y sobresdrújulas, de forma que las llanas abunden más que las agudas, y estas más que las esdrújulas y sobreesdrújulas; la combinación de las voces con diferente número de sílabas; la libertad de la sintaxis que permite colocar las palabras y miembros del período en donde más convenga, para que la cláusula resulte armoniosa. Todo esto se une para la eufonía con la elección de las palabras y expresiones, y de las pausas, cortes e inflexiones de la voz.
La eufonía ha determinado algunas normas:
- El artículo «el» se aplica a los femeninos que comienzan por «a» tónica, en lugar de «la», para evitar la sinalefa que resultaría de la concurrencia de dos aes: «el alma», «el águila»...
- También se logra la eufonía en las voces derivadas suprimiendo letras, atenuándolas, reforzándolas o conmutándolas en otras.
- Los enclíticos se evitan, aunque gramaticalmente sean correctos, cuando de su uso resultaran cacofonías: «leíle», «colocolo», «encarameme», «acatete»...
- Cuando el pronombre «nos» se incorpora a la primera persona de plural, por eufonía se omite la «s» final del verbo: «vámonos», «estémonos»...
- Por la misma razón pierde la «d» la segunda persona del plural del imperativo cuando recibe esta persona el enclítico «os»: «ayudaos», «amaos», «respetaos»...
- El imperativo de ir no sigue esta regla, puesto que se dice «idos» en vez de «íos».

## Foniatría
En el ámbito de la foniatría también se emplea el término eufonía, para referirse más bien al equilibrio de la voz o estado ideal de emisión sonora. Cuando ocurre una alteración del tono muscular, se habla de distonía y por consecuencia habrá disfonía, donde se alteran o desequilibran una o varias de las cualidades de la voz.